# Polizeiruf 110: Schwelbrand
Schwelbrand ist ein deutscher Kriminalfilm von Petra Haffter aus dem Jahr 1995. Der Fernsehfilm erschien als 171. Folge der Filmreihe Polizeiruf 110.

## Handlung
In Saalfeld in Thüringen ereignet sich der dritte Brand in kurzer Zeit. Wieder fand die Brandstiftung mittels „Russensprit“ statt, durch die unter anderem ein denkmalgeschütztes Backhaus zerstört wurde. Das Grundstück mit dem Backhaus gehört Grabowski, dem Schwiegervater von Kommissar Martin Markwardt. Markwardt beginnt im Fall zu ermitteln. Er hat finanzielle Sorgen, hat er sich mit seiner Frau Elke doch ein Haus gebaut und große Probleme, die fälligen Raten an die Bank zu zahlen. Es frustriert ihn, dass die aktuellen Zahlungsrückstände durch seine Frau beglichen wurden, die das Geld von Grabowski erhielt. Dieser war stets gegen eine Heirat seiner Tochter und hält Markwardt für unfähig. Markwardt erfährt zufällig, dass Grabowski das Grundstück mit der Backhaus-Ruine kurz nach dem Brand für Millionen an den Investor Sanora verkauft hat, der das Land zwingend für den Bau eines Klinikums benötigte, das denkmalgeschützte Backhaus jedoch einem Kauf im Wege stand. Markwardt beginnt, gegen seinen Schwiegervater zu ermitteln. Er nimmt auf dessen Schrottplatz eine Benzinprobe aus einem der dort lagernden Fässer und lässt sie untersuchen. Kurz darauf brennt es im Gasthaus Friedrichstal, während Grabowski und seine Jägerkumpane dort einen Stammtisch haben. Grabowski bemerkt den Brand als erster und kann in letzter Sekunde den im Haus ruhenden Lehmann retten, der wegen Krankheit auf seinem Zimmer geblieben war. Lehmann kommt schwerverletzt ins Krankenhaus.
Markwardt verdächtigt die beiden Straßenmusiker Andi und Gerold, in Grabowskis Auftrag die Brände gelegt zu haben, hat die Untersuchung doch ergeben, dass das für die Brände genutzte Benzin vom Schrottplatz stammt. Beide geben an, zur Brandzeit in Erfurt gewesen zu sein. Markwardt erhält von seinem Schwiegervater ein Geständnis, dass er die Brände gelegt hat. Elke jedoch fleht ihn an, ihren Vater zu decken, da sonst ihr Leben zerstört sei. Grabowski wiederum bietet dem Paar 500.000 Mark Schweigegeld, das Elke anlegt und das Markwardt daher nicht zurückgeben kann. Grabowski frohlockt, da sich Markwardt nun der Bestechlichkeit und Beweismittelzurückhaltung schuldig gemacht habe, beide also nun in einem Boot säßen.
Lehmann stirbt im Krankenhaus, weswegen Kriminalhauptkommissar Beck die Ermittlungen übertragen bekommt. Beck beginnt bei seinen Ermittlungen bei Null, verschweigt Markwardt doch sämtliche bisherigen Erkenntnisse. Grabowski will unterdessen Zeugen mundtot machen und zündet eine Baracke an, in der Straßenmusiker Andi mit seinem Hund schläft. Andi kann fliehen, wird jedoch als möglicher Brandstifter verhaftet. Markwardt greift Andi beim Verhör körperlich an, sodass Beck ihn von der Befragung ausschließt. Andi muss weiterhin als verdächtig in der Stadt bleiben. Beck forscht weiter und gelangt dabei auch ins Grundbuchamt, wo er auf Grabowskis Verkaufsakte stoßen muss. Markwardt sucht daher Andi auf und bietet ihm 20.000 Mark, wenn er sich als Brandstifter ausgebe und damit Grabowski decke. Andi lehnt ab und wird von Markwardt geschlagen.
Beck und Helga Köster vom Grundbuchamt gehen zusammen ins Gasthaus Friedrichstal, wo Beck rekonstruiert, dass Grabowski von seinem damaligen Platz das Feuer bei Lehmann gar nicht sehen konnte, er daher der Brandstifter sein muss. Auf dem Weg zu Grabowski kommen Beck und der frisch von seinem Hund gebissene Markwardt zu einem neuen Brandfall. Diesmal wurde ein Schuppen angezündet; im Inneren finden sich die Leichen von Andi und seinem Hund. Die Obduktion ergibt, dass Andi bereits vor dem Brand tot war und Opfer einer Prügelei wurde. Auch die sonstigen Merkmale stimmen nicht mit den Bränden des bisherigen Serientäters überein. Weil Markwardt mit dem tatverdächtigen Grabowski verwandt ist und sich auf seinem Schreibtisch Akten finden, die den Fall hätten voranbringen können, zieht Beck ihn vom Fall ab. Markwardts Mitarbeiter Wiesner informiert ihn heimlich, dass ein Haftbefehl gegen Grabowski vorliege. Markwardt sucht seinen Schwiegervater auf und erschießt ihn. Mit einer seiner Jagdflinten feuert er einen zweiten Schuss ab, drückt sie dem Toten in die Hand und behauptet vor Beck, in Notwehr gehandelt zu haben, da Grabowski ihn bei der Ankunft habe erschießen wollen. Beck bemerkt jedoch, dass in Markwardts Waffe eine zweite Kugel fehlt. Er lässt Andis Hund obduzieren, der nach dem Brand ebenfalls tot war; mit dem Ergebnis, dass er mit einer Kugel aus Markwardts Waffe erschossen wurde, nachdem der Hund ihn zuvor gebissen hatte. Erst die Konfrontation mit Elke, die ihren Mann um ein Geständnis bittet, da Grabowski am Abend von Andis Tod bei ihr war, bringt Markwardt zu einem Geständnis: wie er Andi bestechen wollte, der ablehnte und über ihn lachte und er ihn daraufhin zu Tode prügelte. Auch die Ermordung Grabowskis gesteht Markwardt nun.

## Produktion

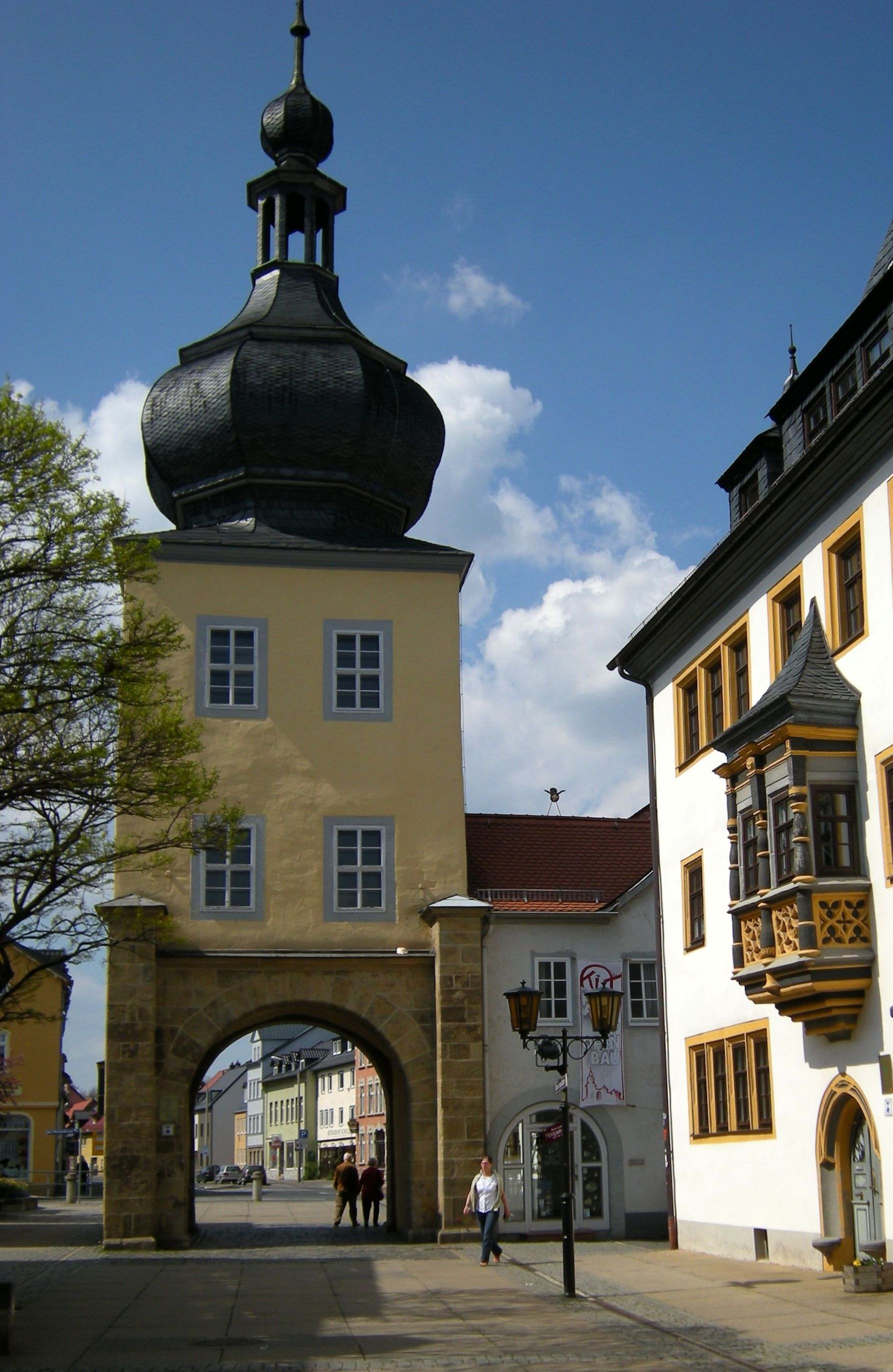
Saalfeld in Thüringen, der Hauptdrehort des Films

Schwelbrand wurde vor allem in Saalfeld sowie in Meura, Bad Blankenburg und in der Nähe von Königs Wusterhausen gedreht. Die Kostüme des Films schuf Joyce Tan, die Filmbauten stammen von Lothar-Hermann Schneider. Der Film erlebte am 11. Juni 1995 auf dem Ersten seine Fernsehpremiere. Die Zuschauerbeteiligung lag bei 18,8 Prozent.
Es war die 171. Folge der Filmreihe Polizeiruf 110. Hauptkommissar Beck ermittelte in seinem 9. Fall. Es war der einzige Ermittler-Einsatz des späteren Tatort-Kommissars Til Schweiger, der hier als Kommissar Martin Markwardt zunächst Ermittler und später Täter ist. Im Jubiläums-Polizeiruf Kurschatten aus dem Jahr 2001 läuft die Folge Schwelbrand in einer Szene im Fernsehen. Anlässlich der Feierlichkeiten zu 800 Jahren Stadtrecht Saalfelds fand im November 2008 eine Saalfelder Filmnacht statt, während der auch der in der Stadt gedrehte Polizeiruf Schwelbrand gezeigt wurde.

## Kritik
Die Tageszeitung befand, dass sich der Krimi „gemächlich [entwickelte], eben wie ein ‚Schwelbrand‘“, jedoch wie andere Polizeirufe vor ihm ebenfalls einen Hang zu „mal mehr, mal weniger sympathische[m] Dilettantismus“ habe. Vor allem Anne-Sophie Briests Spiel sei „herausragend schlecht“, während Til Schweiger „den kleinen Polizisten sehr überzeugend als Trottel in der Liebesfalle“ spiele. „Der junge Til besteht die Feuerprobe“, schrieb auch die TV Spielfilm. In dem „eher gemächlichen Fall“ überzeuge Til Schweiger „als Kleinstadtpolizist im Gewissenskonflikt“.